# Fitowolatilizacja
Fitowolatilizacja – usuwanie niektórych substancji z gleby na drodze ich przemian w związki lotne i wydzielenie do atmosfery.